# Sayen
Sayen è un film del 2023 diretto da Alexander Witt.

## Trama
Nelle foreste del Cile meridionale, Sayen, una ragazza Mapuche, si mette alla ricerca delle persone che hanno ucciso sua nonna. Grazie alle lezioni di addestramento riuscirà a sopravvivere e ad avere la meglio sui criminali.

## Distribuzione
Il film è stato distribuito sulla piattaforma Amazon Prime Video a partire dal 3 marzo 2023.